# Julius von Cranach
Christoph Julius Lucas von Cranach (* 27. August 1793 in Kraazen, Landkreis Soldin; † 30. November 1860 in Breslau) war ein preußischer Generalleutnant.

## Leben

### Herkunft
Julius war ein Sohn von Christian von Cranach (1753–1824) und dessen Ehefrau Henriette, geborene von Häuseler (1772–1816). Sein Vater war preußischer Kapitän a. D. und Herr auf Kraazen.  Sein Bruder Karl von Cranach (1809–1900) war ebenfalls preußischer Generalleutnant.

### Militärkarriere
Cranach trat am 14. November 1809 als Musketier in das Leib-Infanterie-Regiment der Preußischen Armee und avancierte bis Mitte Februar 1812 zum Sekondeleutnant. Während der Befreiungskriege wurde er in der Schlacht bei Großgörschen verwundet, kämpfte an der Katzbach und bei Laon. Bei Paris wurde erneut verwundet. Er kämpfte auch bei der Belagerung von Mainz sowie den Gefechten bei Löwenberg, Bunzlau und Simmern, wo er das Eiserne Kreuz II. Klasse erwarb. Ferner nahm er am Übergang bei Wartenburg teil, kämpfte bei Trier, La Chaussee, Vitry, Bar-sur-Aube, Montmirail, Chateau-Thierry, Claye und St. Germain.
Im Sommerfeldzug von 1815 erhielt Cranach bei Ligny das Eiserne Kreuz I. Klasse und nahm an der Schlacht bei Waterloo teil.
Am 24. Dezember 1817 wurde er als Premierleutnant in das Garde-Jäger-Bataillon versetzt und stieg am 18. Juli 1822 zum Kapitän und Kompaniechef auf. Im Jahr 1835 wurde er mit dem Orden des Heiligen Wladimir IV. Klasse ausgezeichnet. Am 30. März 1836 wurde er zum Major befördert und zeitgleich als Kommandeur in das III. Bataillon des 14. Landwehr-Regiments versetzt, von dort kam er am 3. November 1842 als Kommandeur in das III. Bataillon des 8. Landwehr-Regiments. Am 30. März 1844 wurde er in das 28. Infanterie-Regiment versetzt und am 31. März 1846 zum Oberstleutnant befördert. Am 9. März 1848 beauftragte man Cranach mit der Führung des 40. Infanterie-Regiments und ernannte ihn am 7. Mai 1848 zum Regimentskommandeur. Er wurde am 8. Mai 1849 Oberst und als solcher vom 14. Mai 1850 bis zum 1. Dezember 1851 Kommandeur des 25. Infanterie-Regiments. Anschließend zum Kommandeur der 15. Infanterie-Brigade sowie am 13. Dezember 1851 à la suite des 25. Infanterie-Regiments gestellt. Am 4. Mai 1852 kam er dann Kommandeur der 29. Infanterie-Brigade, welche die umbenannte 15. Infanterie-Brigade war. Dort wurde er am 22. März 1853 zum Generalmajor befördert und am 10. Januar 1857 mit dem Roten Adlerorden II. Klasse mit Eichenlaub ausgezeichnet. Am 23. Juni 1857 wurde er mit dem Charakter als Generalleutnant und einer Pension zur Disposition gestellt. Er starb am 30. November 1860 in Breslau und wurde dort am 3. Dezember 1860 beigesetzt.

### Familie
Cranach heiratete am 13. Oktober 1823 in Schneidemühl Albertine Karoline Plümecke (1799–1867), die Tochter des Kaufmanns und Gutsbesitzers von Wissulke, Landkreis Deutsch Krone Karl Heinrich Plümecke und der Charlotte Elisabeth Büttner. Das Paar hatte mehrere Kinder:
- Moritz Lucas (1824–1885), Oberstleutnant a. D. ⚭ Bertha Gräfin von Brockdorff (* 1843; † 1880); ⚭ II Luise Gräfin von Brockdorff (* 1850; † 1924); Schwester der ersten Gemahlin; Tochter erster Ehe Maria Sophia (* 1866; † N. N.)
- Maria Charlotte Friederike Wilhelmine (* 1830) ⚭ 28. Mai 1850 Richard Graf von Posadowsky-Wehner (* 1829; † N. N.)[3][4]